# Françoise Schepmans
Pour les articles homonymes, voir Schepmans.
Françoise A.M. Schepmans (née le 18 juin 1960 à Bruxelles, dans la commune de Berchem-Sainte-Agathe) est une femme politique belge libérale.
Elle est actuellement députée au Parlement bruxellois et à la Fédération Wallonie-Bruxelles ainsi que première échevine à Molenbeek-Saint-Jean. Elle fut aussi bourgmestre de la commune de Molenbeek-Saint-Jean de 2012 à 2018. 

## Origines familiales et formations
Françoise Schepmans est la fille du journaliste Jacques Schepmans, Après les études secondaires (Humanités Latin-Sciences) à l’Athénée Royal de Koekelberg (ARK) et une deuxième rhétorique aux États-Unis (AFS), elle a entamé des études universitaires à son retour en Belgique. Licenciée en droit de l'Université libre de Bruxelles en 1985, elle fut également Vice-Présidente de la Fédération des étudiants libéraux de 1982 à 1985. Elle est fonctionnaire fédérale au sein du SPF Affaires Étrangères, en interruption de carrière depuis 1985.

## Carrière politique
Elle entame sa carrière politique sous la bannière du PRL lors des élections européennes de juin 1984 puis, un mois à peine après l'obtention de son diplôme, en se faisant élire en qualité de Conseillère de la Province de Brabant (1985-1991). Une première étape qui est suivie par une progression très rapide de son parcours et de son engagement sur la scène politique bruxelloise. En octobre 1988, elle est élue au Conseil communal de Molenbeek-Saint-Jean et, en mai 1989 lors de l'installation de la nouvelle majorité, elle fait son entrée au sein du Collège des Bourgmestre et Echevins (1989-2001).
Remarquée par les instances de son parti, sa carrière prend un nouveau tournant lorsqu'il lui est confiée en 1989 la fonction de secrétaire du groupe PRL au Parlement de la Communauté française. Ces différents ancrages au niveau de la vie politique lui ont permis de briguer et d'être élue en 1995 au poste de Députée bruxelloise[Interprétation personnelle ?].
En 2001, en remplacement de Jean-Marie Séverin, elle est désignée Présidente du Parlement de la Communauté française et conserve ses fonctions jusqu'en 2004, lorsque le Mouvement réformateur est relégué sur les bancs de l'opposition. Réélue au niveau régional bruxellois malgré le revers assez important de son parti, perdant son statut de formation dominante, elle conserve son mandat au sein de l'assemblée parlementaire communautaire francophone. Elle propose notamment l'instauration d'un parcours volontaire d'intégration civique pour l'accueil et l'accompagnement des primo-arrivants à Bruxelles. Un projet qui suscita à l'époque une opposition farouche et un rejet de la part de la majorité parlementaire et de certains élus locaux. Aujourd'hui, dans la foulée de la mise en œuvre de la politique dite de l'inburgering en Flandre et de ses déclinaisons aux Pays-Bas, en Allemagne ou encore au Danemark, la coalition gouvernementale issue des élections régionales de juin 2009 (le "Petit olivier") a néanmoins fait du parcours d'intégration une de ses priorités pour la période 2009-2014.
À partir du mois de juin 2007, après la mort de Jacques Simonet, et ce jusqu'en juillet 2009, elle exerce la fonction de chef de file du Mouvement réformateur au Parlement de la Région de Bruxelles-Capitale. À l'automne 2007, elle se fait remarquer sur la scène publique en se prononçant ouvertement en faveur d'un débat sur l'avenir structurel de la COCOF. De ce que certains estiment aujourd'hui comme une réflexion légitime mais prématurée en son temps, la question de cette institution régionale fait toujours débat et ce, dans le cadre des prochaines réformes institutionnelles belges et francophones. Toujours est-il que cette prise de position déclencha une polémique jusqu'au sein de son propre parti, en ce compris la composante dite du Front démocratique des francophones (Fédéralistes démocrates francophones depuis janvier 2010) , dévolue à la défense des intérêts francophones
[non neutre].
À ce jour, le monde politique francophone bruxellois est divisé sur la question. Preuve en est le rapport intermédiaire du groupe Wallonie-Bruxelles de réformes institutionnelles qui fait mention, le 10 juillet 2008, de l'intérêt de supprimer la COCOF sans pour autant se prononcer sur la question[non neutre].
Au mois de juillet 2009, après avoir obtenu le 4e score libéral sur la liste du MR aux élections régionales, Françoise Schepmans prend la tête du groupe politique au Parlement francophone bruxellois.
Sur le plan local, sa liste parvient à revenir en octobre 2006 dans la majorité communale conduite par le bourgmestre Philippe Moureaux et ce, après 6 années d'opposition et une série de défections au sein du conseil communal. Ce nouvel attelage de coalition clos le chapitre d'une opposition essentiellement bipolaire[non neutre], jusqu'en 2012.
Dans la nuit du lundi 16 au mardi 17 octobre 2012, elle négocie une nouvelle alliance à Molenbeek. En s'unissant avec les listes Ecolo et cdH, elle devient la première femme Bourgmestre de Molenbeek-Saint-Jean, précipitant la fin de la carrière politique de Philippe Moureaux.
Durant son mayorat, elle doit faire face à la gestion des événements à la suite des attentats de Paris dans lesquels des Molenbeekois sont impliqués.  
Elle est élue députée fédérale le 25 mai 2014.
À la suite des élections communales d'octobre 2018, sa formation arrive en deuxième place derrière le PS. Une nouvelle coalition est formée entre le PS et le MR à Molenbeek-Saint-Jean. Françoise Schepmans devient échevine de l'Etat civil, de la Culture et des Relations Internationales.  
Pour les élections de mai 2019, elle est tête de liste MR pour la région bruxelloise. Elle réalise le deuxième score personnel, toutes listes confondues, avec 16 856 voix, soit 33 voix de moins que le Ministre-Président Rudi Vervoort (PS)

### Sujets sociétaux
En 2002, elle estime que la politique d'intégration des immigrés menée depuis 40 ans en Belgique est un échec. 
En 2010, elle est signataire d'une proposition de résolution qui vise à interdire le port de signes convictionnels au sein des services du ministère de la Région de Bruxelles-Capitale et des organismes d’intérêt public de la Région de Bruxelles-Capitale. 
Pendant l'invasion de l'Ukraine par la Russie en 2022, elle s'oppose à la décision du gouvernement fédéral de transformer l'ancien home Sebrechts en un centre d’accueil temporaire d'une capacité de 600 places pour tous types de candidats réfugiés. Décision prise contre l'avis des habitants du quartier et de la commune de Molenbeek-Saint-Jean. Une pétition de plus de 700 signatures a été récoltée pour s'opposer à cette imposition du gouvernement. 
Françoise Schepmans et son parti s’opposent à l’abattage rituel sans étourdissement afin de lutter contre le communautarisme,. 
En 2003, Françoise Schepmans refuse la candidature de Saliha Raiss (Vooruit) en tant qu’échevine des travaux publics et de l’accueil des enfants dans la commune car elle porte l'abaya,,.

### Polémique
En juin 2023, elle est impliquée sous influence dans un accident avec une Maserati Ghibli alors qu’elle rentrait de chez des amis: Francoise Schepmans est accusée par un témoin de délit de fuite,.

## Autres mandats
Le 3 mars 2008, elle est élue pour la première fois administratrice cooptée au conseil d'administration de l'Université libre de Bruxelles. Le 8 mars 2010, elle est réélue — avec Freddy Thielemans et en compagnie des nouvellement élus, Jean-François Cats et Benoît Frydman — pour un nouveau mandat de deux ans.

## Distinctions
- Commandeur de l'ordre de Léopold (2019)[32].

Françoise Schepmans a été élue « Bruxelloise de l'année » dans la catégorie « Politique » par le journal Vlan en 2012, 2015 et 2016.
Elle est nommée en 2018 pour le titre de « Meilleure maire du monde » par City Mayors. L'édition 2018 sera consacrée aux femmes maires dans le monde.